# Austrochaperina adamantina
Espèce
Statut de conservation UICN

 DD  : Données insuffisantes
Austrochaperina adamantina est une espèce d'amphibiens de la famille des Microhylidae.

## Répartition
Cette espèce est endémique de Papouasie-Nouvelle-Guinée. Son aire de répartition concerne une zone réduite (inférieure à 500 km2) dans la province de Sandaun,.

## Étymologie
Son nom d'espèce, du latin adamantina, « comme un diamant », lui a été donné en référence à Jared Diamond (Diamant en français), qui a collecté le spécimen concerné. On lui doit également de nombreux autres spécimens de Papouasie-Nouvelle-Guinée, tous d'une grande valeur herpétologique.

## Description
Austrochaperina adamantina mesure environ 28 mm. Son dos est brun-verdâtre avec des taches sombres.

## Publication originale
- Zweifel, 2000 : Partition of the Australopapuan microhylid frog genus Sphenophryne with descriptions of new species. Bulletin of the American Museum of Natural History, vol. 253, p. 1-130 (texte intégral).